# Stazione di Lione-Perrache
La stazione di Lione-Perrache  è una stazione ferroviaria che serve Lione e la sua agglomerazione, situata nel dipartimento del Rodano, regione Rodano-Alpi.
È servita da TGV e dal TER ed è il capolinea della linea A della metropolitana di Lione.

## Storia
La stazione ferroviaria di Perrache fu costruita a partire dal 1855 dall'architetto François-Alexis Cendrier su mandato della Compagnie du chemin de fer de Paris à Lyon e fu inaugurata il 2 giugno 1857.

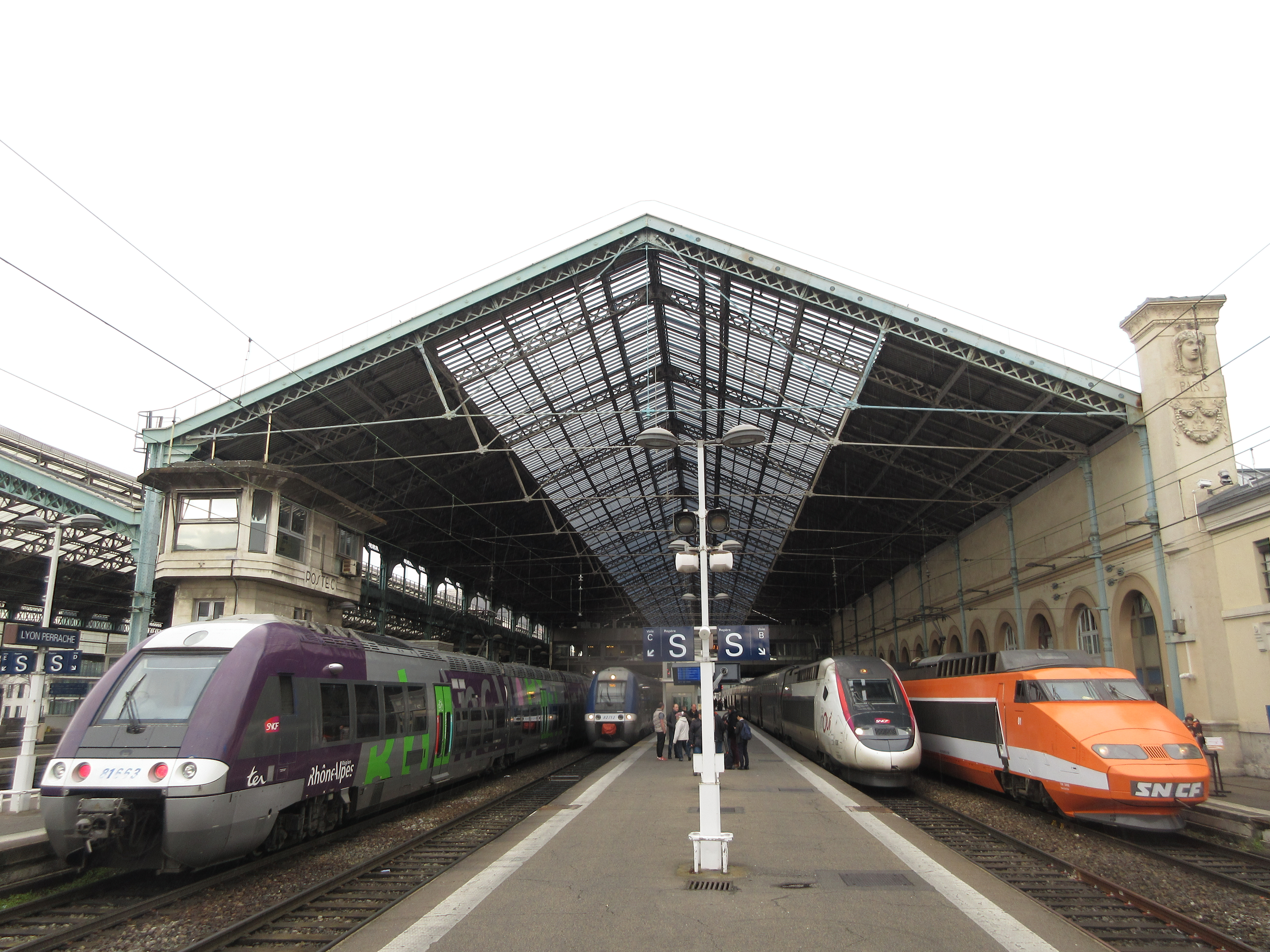
TER e TGV
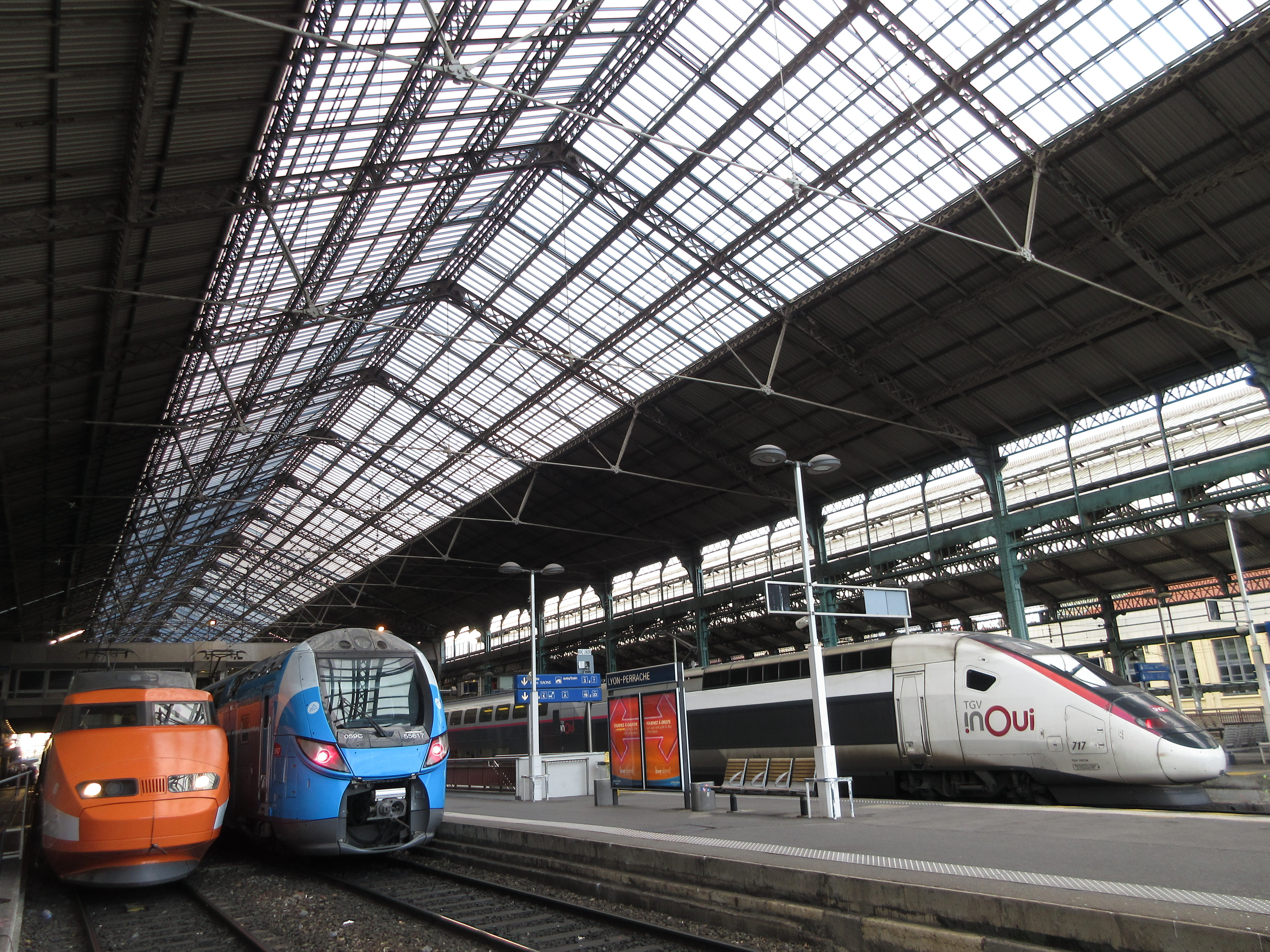
Tetto in vetro